# Jaseur boréal
Bombycilla garrulus
Espèce
Statut de conservation UICN

 LC  : Préoccupation mineure
Le Jaseur boréal (Bombycilla garrulus), autrefois aussi nommé « Jaseur des neiges » est une espèce de passereaux frugivores migrateurs. Il se reproduit dans les forêts boréales du nord de l'Europe, de l'Asie et de l'Amérique du Nord. Le Jaseur d'Amérique n'est présent qu'en Amérique du Nord et le Jaseur du Japon n'est présent qu'en Asie. Le Jaseur boréal est le seul présent sur tous les continents ayant des zones subarctiques.

## Habitats et répartition

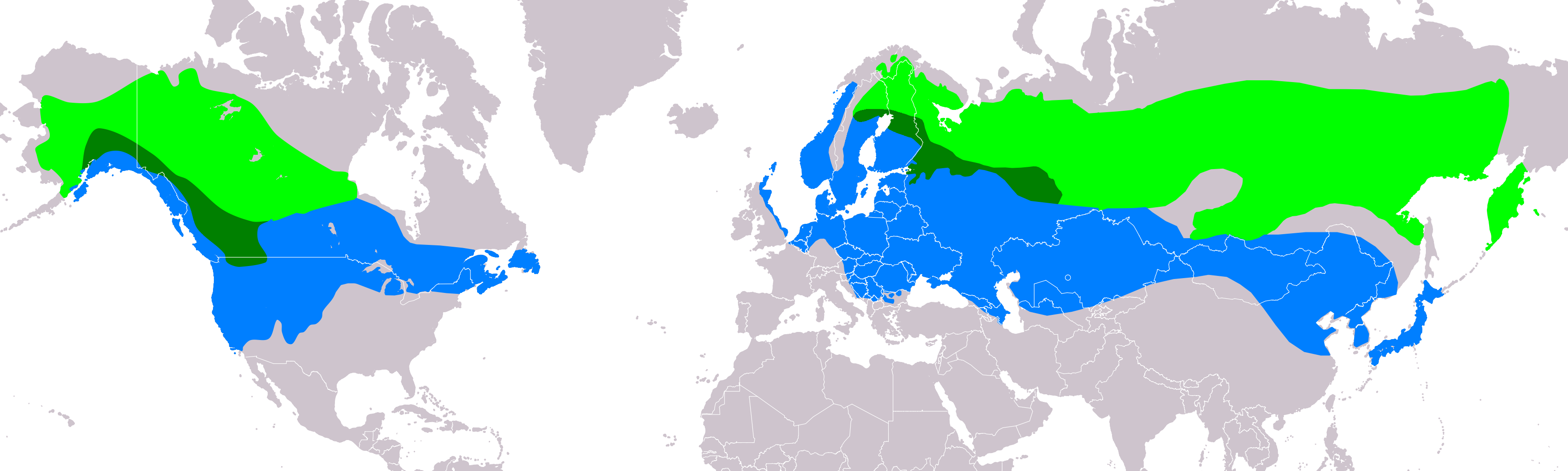
Vert foncé : résident ; Vert clair : nicheur ; Bleu : hivernant.

Le Jaseur boréal a une distribution circumpolaire. Il se reproduit dans les régions du nord de l'Eurasie et du nord de l'Amérique du Nord. En Eurasie, sa limite septentrionale de nidification est juste en deçà de la limite des arbres. La sous-espèce nord-américaine se reproduit dans les régions centrales nord-ouest et nord du continent. Son aire de répartition dans les Montagnes Rocheuses s'étend vers le sud au-delà de la frontière américaine,.

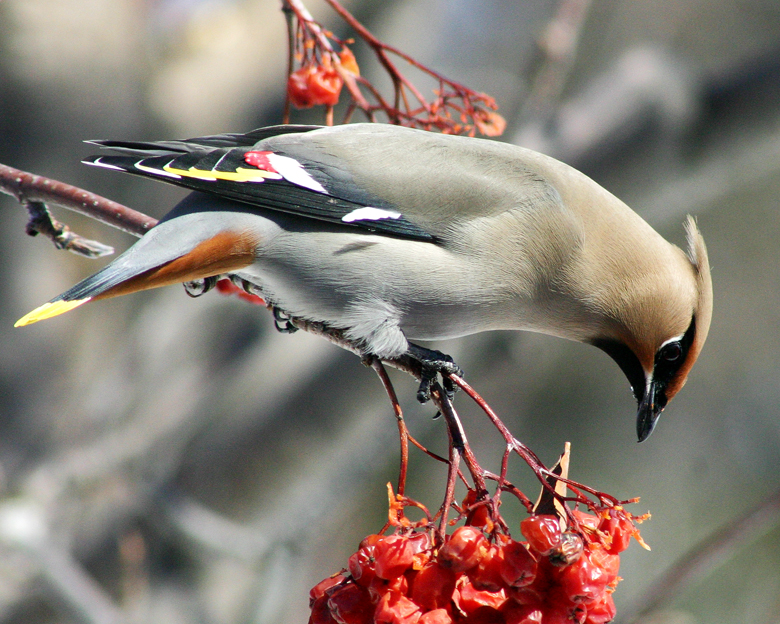
Un jaseur boréal dans le Wisconsin.

Le Jaseur boréal est un oiseau migrateur. Une grande partie de son aire de reproduction est délaissée quand les oiseaux se déplacent vers le sud pour l'hiver. La migration commence en septembre dans le nord de l'aire de répartition et environ un mois plus tard plus au sud. Les oiseaux eurasiens hivernent normalement de l'est de la Grande-Bretagne, au nord de l'Europe occidentale et centrale, de l'Ukraine, du Kazakhstan et du nord de la Chine au Japon. Les nicheurs nord-américains ont une tendance plus au sud-est. De nombreux individus hivernent dans le sud-est du Canada, avec un plus petit nombre dans les États du centre-nord et du nord-est des États-Unis. Les oiseaux ne retournent généralement pas aux mêmes sites d'hivernage au cours des années successives. Un oiseau hivernant en Ukraine a été retrouvé à 6 000 km (3 700 mi) à l'est en Sibérie l'année suivante.
Certaines années, le Jaseur boréal fait irruption au sud de ses aires d'hivernage normales, parfois en très grand nombre. Les fruits dont dépendent les oiseaux en hiver varient en abondance d'année en année. Les années pauvres, en particulier celles qui suivent une année de bonne récolte, les groupes se déplacent plus au sud jusqu'à ce qu'ils atteignent des approvisionnements suffisants.  Ils resteront jusqu'à ce que la nourriture s'épuise et repartiront. Dans ce qui pourrait être la plus grande irruption jamais vue en Europe, au cours de l'hiver 2004-2005, plus d'un demi-million de Jaseurs boréals ont été enregistrés rien qu'en Allemagne. Cette invasion a suivi une saison de reproduction exceptionnellement chaude et sèche,. En 1908, une nuée américaine de 60 à 90 m de large a été notée comme prenant deux à trois minutes à survoler.
L'habitat de reproduction est constitué de conifères matures, souvent des épinettes. D'autres conifères et feuillus peuvent également être présents. Des zones plus ouvertes et humides telles que des lacs et des marécages tourbeux avec des arbres morts sont utilisées pour se nourrir d'insectes. Les basses terres, les vallées et les hautes terres sont utilisées en Eurasie, bien que les montagnes aient tendance à être évitées.
La sous-espèce nord-américaine niche au Canada à des altitudes comprises entre 900 et 1 550 m,.  En dehors de la saison de reproduction, le jaseur occupera un large éventail d'habitats, en autant que des fruits appropriés soient disponibles. On retrouve le Jaseur boréal le long des routes, dans les parcs et jardins ou le long des haies ou des lisières de bois. Il est peu craintif des humains à cette époque,. En hiver, les Jaseurs se perchent en grand nombre dans des arbres ou des haies denses, parfois avec des merles d'Amérique ou d'autres espèces hivernantes.

## Description
Son plumage est beige et rose saumon; quelques plumes de ses ailes sont terminées par une petite partie dénudée semblable à une gouttelette de cire rouge. L'extrémité de la queue est jaune. Le juvénile a un dos plus brun et une gorge plus pâle que les adultes.

## Comportement

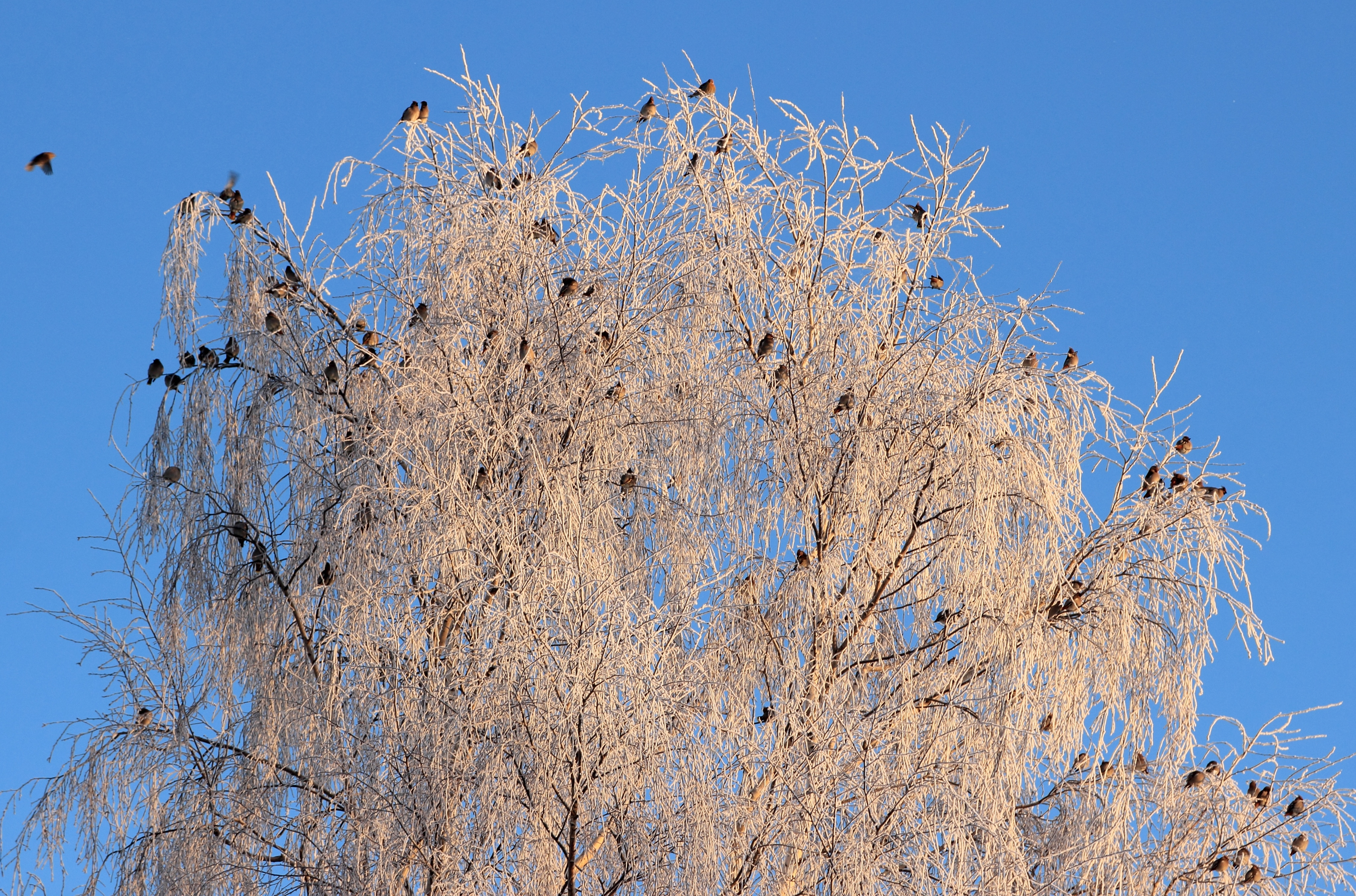
Des jaseurs boreaux regroupés sur un arbre couvert de givre en Finlande au mois de janvier.

Il s'installe lorsque les conditions climatiques sont aux frimas et est très facile à chasser car peu craintif, se posant par dizaines sur un même arbre. En hiver, les jaseurs peuvent former des groupes importants, qui peuvent de très loin être confondus avec des nuées d'étourneaux.
En temps ordinaire, il se nourrit essentiellement de baies ou de fruits d'hiver. En période de reproduction, il devient insectivore. Son espérance de vie est de 13 ans.

## Reproduction
La période de reproduction s'étend de mars à avril. La femelle pond entre 4 et 6 œufs, elle les couve seule pendant 14 à 15 jours. Les deux parents s'occupent ensuite de nourrir les oisillons.
Les jaseurs boréaux reviennent des aires d'hivernage en février ou en mars, mais les reproducteurs du Nord n'atteignent leurs aires de reproduction qu'en avril ou au début de mai. Cette espèce monogame niche principalement de la mi-juin à juillet.
Les jaseurs boréaux ne sont pas des oiseaux très territoriaux. Bien qu'ils soient normalement des nicheurs solitaires, plusieurs couples peuvent nicher près les uns des autres là où il existe assez de bons sites de nidification. Les mâles peuvent parfois dissuader leurs rivaux d'approcher leurs compagnes et les femelles peuvent se chamailler pour les sites de nidification. L'agressivité se manifeste en lissant les plumes et la crête, en montrant la gorge noire et en ouvrant le bec. Le comportement en temps de reproduction est presque le contraire de cela ; le mâle dresse les plumes de son corps et de sa crête et détourne la tête de la femelle. Le mâle peut présenter à plusieurs reprises un petit présent, souvent de la nourriture, à sa partenaire, en le plaçant dans son bec ouvert. Dans environ 90 % des cas, ce comportement n'entraîne pas de copulation. Les mâles plus âgés ont plus de rouge sur les ailes et sont préférés par les femelles.

## Nid et œufs

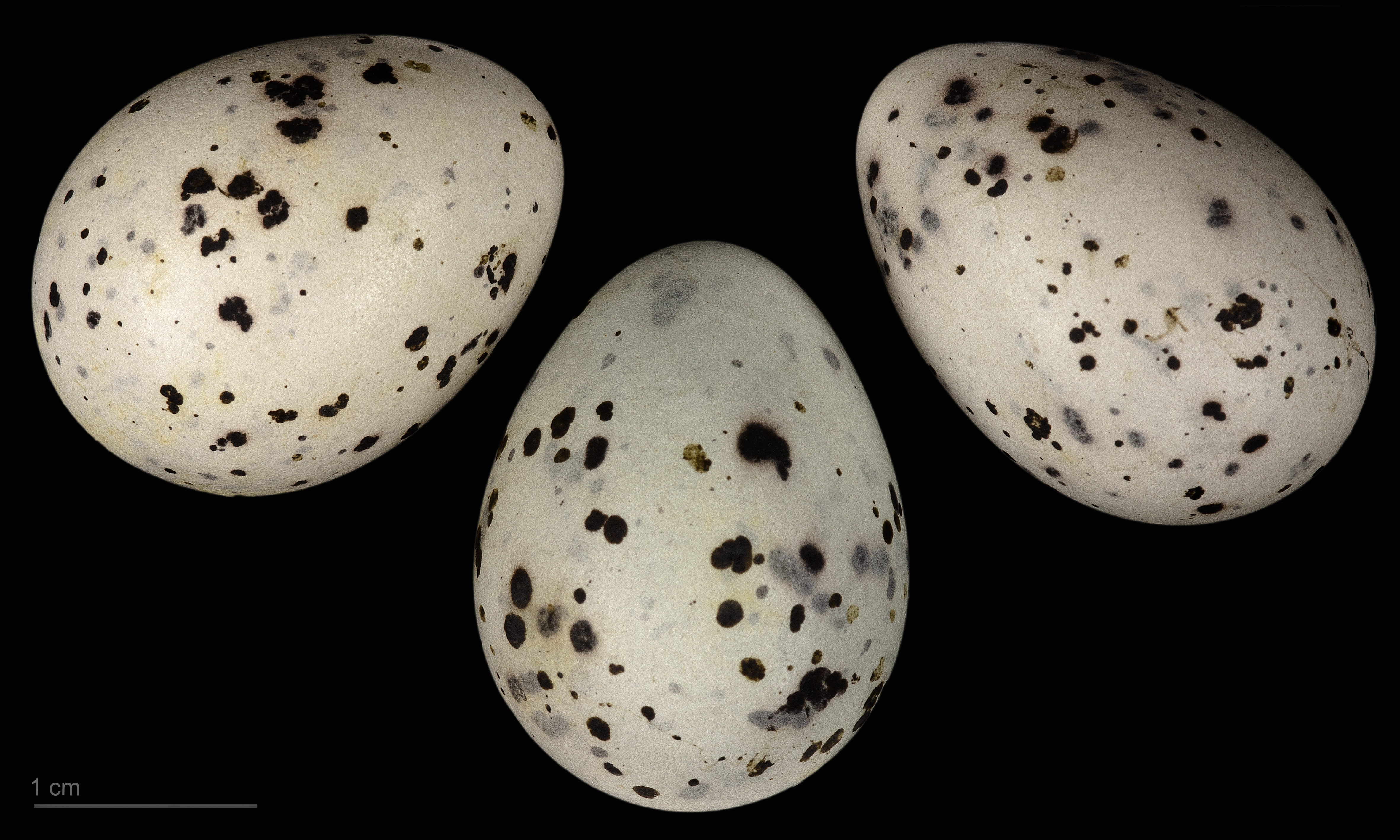
Œuf de Bombycilla garrulus - Muséum de Toulouse

Le nid, construit par les deux partenaires, est une coupe de fines brindilles, tapissées de matériaux plus doux comme de l'herbe fine, de la mousse, de la fourrure ou du lichen. Il est construit à 1,3–15 m au-dessus du sol dans un pin ou un buisson, généralement près du tronc. Les œufs sont de couleur bleu pâle brillant tacheté de noir et de gris. La couvée peut être de 3 à 7 œufs, mais généralement cinq ou six œufs par couvée soit plus normal.

## Perception populaire
Il fut longtemps associé au malheur, notamment à la peste (Pestvogel en néerlandais)  ; la rumeur colportait, en 1939, qu'il avait été observé dans l'est de la France et en Allemagne...comme en 1870 et 1914.
De nos jours, c'est une espèce protégée[Où ?].
Certains ouvrages anciens y font référence sous le nom de Jaseur de Bohême.

## Sous-espèces
Il existe trois sous-espèces reconnues: 
- B. g. garrulus (Linnaeus, 1758) : la sous-espèce nominale. Elle se reproduit dans le nord de l'Europe, du nord de la Suède jusqu'aux montagnes de l'Oural .
- B. g. centralasiae (Poliakov, 1915) :  elle se reproduit de l'Oural, vers l'est, à travers l'Asie du Nord[15].
- B. g. pallidiceps (Reichenow, 1908) : elle se reproduit dans le nord-ouest de l'Amérique du Nord[16].

Les différences entre ces formes sont minimes et clinales. L'espèce pourrait éventuellement être considérée comme monotypique.

## Galerie

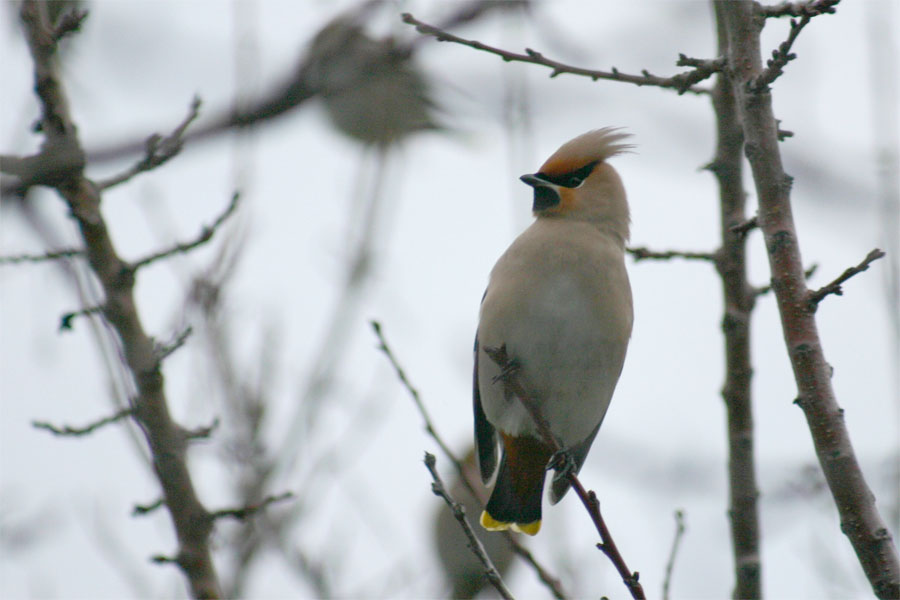
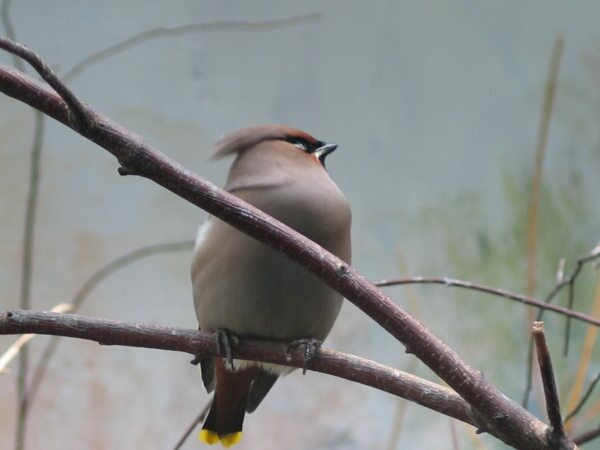
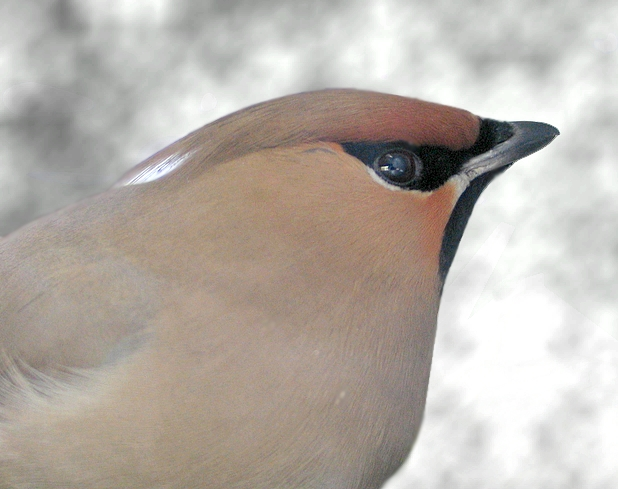
Tête.